# Pakt der Wölfe
Pakt der Wölfe ist ein französischer Film des Regisseurs Christophe Gans aus dem Jahr 2001 mit Vincent Cassel, Monica Bellucci und Mark Dacascos. Der Film basiert frei auf der wahren Geschichte der Bestie des Gévaudan. Dieser fielen zwischen 1764 und 1767 etwa 100 Menschen im Gévaudan (Südfrankreich) auf grausame Weise unter nie geklärten Umständen zum Opfer. In Deutschland wurde der Film erstmals am 18. Juli 2001 im Rahmen des Fantasy Filmfests gezeigt.

## Inhalt
Als die französische Revolution in vollem Gange ist, schreibt der inzwischen alte Thomas d’Apcher seine Memoiren über die damaligen Geschehnisse im Gévaudan.
Mitte der 1760er-Jahre wird der Naturwissenschaftler Grégoire de Fronsac von König Ludwig XV. ins Gévaudan entsandt. Er soll eine dort ihr Unwesen treibende Bestie erlegen und nach Paris bringen. Begleitet wird er von dem Irokesen Mani, den er in Amerika kennengelernt hat. Zusätzlich unterstützt wird er von Thomas d’Apcher, einem jungen Aristokraten.
Zunächst befragt er die Opfer der Bestie, die überlebt haben, und kommt so zu dem Schluss, dass die Bestie kein normaler Wolf sein kann und auch kein anderes bekanntes Tier. In der Leiche eines Opfers, das er untersucht, findet er einen metallenen Zahn – einen weiteren Hinweis darauf, dass es sich um kein normales Tier handelt. Er selbst kann die Bestie jedoch nicht stellen.
Gleichzeitig lernt er die Familie Morangias kennen und verliebt sich in die Tochter Marianne, die ihm gegenüber jedoch sehr zurückhaltend ist. Ihr Bruder Jean-François steht dem Wissenschaftler ablehnend gegenüber, genauso der Priester der Gemeinde, Henri Sardis, jedoch ohne triftigen Grund.
Schließlich kommt es zu der „größten Treibjagd, die je im Königreich Frankreich ausgerichtet wurde“. Dabei wird eine große Zahl von Wölfen erlegt, da die Allgemeinheit immer noch davon ausgeht, es handele sich um ein wolfsartiges Geschöpf. Die Bestie wird jedoch nicht getötet, denn das Morden geht weiter. Deshalb wird der bisherige Befehlshaber mit seinen Soldaten zurück zu seinem Regiment geschickt. An seiner Stelle kommt Beauterne, ein Mann aus der Garde des Königs.
Da erfolgt ein weiterer Angriff und ein überlebendes Mädchen berichtet, dass ein Mann bei der Bestie war. Dies wird vom Priester Sardis jedoch als Unsinn abgetan.
Fronsac bekommt von Beauterne den Befehl, einen Wolf so zu präparieren, dass er aussieht wie eine mögliche Bestie. Diese soll nach Paris gebracht und so der Ruf des Königs wiederhergestellt werden. Widerwillig beugt er sich und geht mit nach Paris, wo ihm verboten wird, je wieder ins Gévaudan zurückzukehren. Niemand soll erfahren, dass nicht die echte Bestie getötet wurde. Zusätzlich bekommt er das Angebot, nach Afrika zu reisen, ein langgehegter Wunsch von ihm.
Am Tag der Abreise schafft es d’Apcher jedoch, ihn aufzuhalten. Dabei hilft ihm ein Brief von Marianne, in dem sie ihm vermutlich ihre Liebe gesteht.
Zurück im Gévaudan begeben sich Fronsac, Mani und d’Apcher erneut auf die Jagd, doch diesmal bringt Mani die Wölfe des Waldes dazu, ihnen die Bestie zu bringen. So geschieht es und die drei Männer versuchen, die Bestie in einer Schlucht, die sie mit Fallen präpariert haben, zu überwältigen; doch das Tier kann verletzt entkommen. Mani folgt seinen Spuren und entdeckt eine Höhle voller Kreuze, in der auch die Bestie gehalten wird. Jedoch wird er von den Zigeunern, die dem Herrn der Bestie dienen, getötet.
Fronsac sucht das Quartier der Zigeuner auf und tötet viele von ihnen. Dann kehrt er nach Hause zurück, um Mani zu bestatten. Dort stellt sich heraus, dass der Priester Sardis die ganze Zeit wusste, dass die Bestie von einem Menschen befehligt wurde. Anschließend wird Fronsac verhaftet, da er trotz Verbots ins Gévaudan zurückkehrte. Jedoch rettet ihn die gelegentlich von ihm besuchte Kurtisane Sylvia (die eine Spionin des Papstes ist, wie sich später herausstellt), indem sie ihm ein Gift einflößt, das ihn tot erscheinen lässt. Von ihr erfährt er auch, dass die Bestie vom der Aufklärung feindlich gesinnten „Pakt der Wölfe“ befehligt wurde, einer Organisation, deren alleiniges Ziel es ist, das Wort Gottes zu verkünden und ein neues Frankreich zu erschaffen.
In einem Szenenwechsel sieht man Marianne und ihren Bruder, der offenbar in sie verliebt und auch wahnsinnig ist. Da sie ihn aber zurückweist, dreht er durch, vergewaltigt seine Schwester und verletzt sie schwer. In dieser Szene ist auch zu erkennen, dass Jean-François der Meister der Bestie ist. Fronsac greift den Pakt während einer Versammlung ein zweites Mal an, diesmal jedoch in Begleitung von Soldaten, die die Mitglieder sogleich verhaften. Dennoch kommt es zum finalen Kampf zwischen Fronsac und Jean-François, bei dem Jean-François stirbt.
Zu Hause erfährt Fronsac, dass Marianne im Sterben liegt. Er verabreicht ihr ein Heilmittel, das er von Mani erhalten hat. Unklar bleibt zunächst, ob Marianne dadurch gerettet ist. In seinen Erinnerungen berichtet d’Apcher allerdings, er habe sich gerne vorgestellt, dass die beiden später ein glückliches Leben in Afrika geführt haben. Vom Pfleger der Bestie erfährt Fronsac noch, dass die Bestie ein Junges einer seltsamen Kreatur aus Afrika ist (im Film wird es nicht explizit gesagt, für den Zuschauer ist es anhand der Augen und der Kieferform jedoch als Löwe erkennbar). Sie steckt in einer Rüstung mit Metallkiefern, die sie grauenvoll aussehen lässt und unverwundbar macht. Jean-François brachte das Tier aus Afrika nach Frankreich und richtete es gezielt darauf ab, so grausam zu sein. Durch einen Schuss aus naher Distanz in den Kopf tötet Fronsac die Kreatur. Die anschließende Schlusssequenz des Filmes zeigt Marianne und Fronsac an der Reling eines Schiffes stehen, welches übers Meer segelt. Fronsac streut die Asche Manis in den Wind. Es ist nicht eindeutig, ob diese Schlusssequenz nur den Traum d’Apchers zeigt oder Marianne und Fronsac tatsächlich ein glückliches Leben in Afrika führen. Am Ende der Geschichte stellt sich d’Apcher dem revolutionären Pöbel vor seinem Anwesen, der ihn anscheinend zu seiner Hinrichtung bringen wird.

## Besonderheit
Pakt der Wölfe ist einer der wenigen französischen Filme, die auch in den Vereinigten Staaten erfolgreich waren.
Nicht nur das Thema des Films beruht auf einer wahren Begebenheit, auch die Mehrheit der im Film handelnden Personen. Beauterne und Duhamel sind sehr stark an ihre historischen Vorbilder angelehnt. Fronsac hingegen ist nicht so einfach zuzuordnen und basiert vermutlich auf dem Naturwissenschaftler Comte (Graf) de Buffon, der ebenfalls sehr wortgewandt, aber nie in Amerika war.

## Die Gestaltung der Bestie
Die Bestie wurde für den Film vom „Jim Hensons Creature Shop“ gestaltet, der unter anderem schon den Ninja Turtles und dem Schweinchen Babe Leben einhauchte.
Nachdem die ersten Zeichnungen bei Christophe Gans auf Zustimmung gestoßen waren, wurde zunächst eine Skulptur der Bestie erstellt, die sich dann mit Hilfe diverser Mechanismen möglichst realistisch bewegen sollte.
Das Team bestand aus Malern, Designern, Ingenieuren und Elektronikern, die schließlich ein computergesteuertes, hydraulisches System entwarfen, so dass bestimmte Bewegungsabläufe, wie zum Beispiel die Mimik, die sich sonst nur schwer gestalten lässt, programmiert werden konnten.
Es entstanden drei Exemplare der Bestie. Es gab eine mechanische Version für die Dreharbeiten, die allerdings nur dann verwendet werden konnte, wenn die Bestie sich in einer Szene nicht viel bewegen musste. Zusätzlich dazu wurde noch ein Exemplar für die Stunts benötigt. Die wichtigste Version war aber die digitale, die erst bei der Filmüberarbeitung am Computer eingefügt wurde, meist bei Actionszenen, die nicht von dem mechanischen Modell ausgeführt werden konnten.
Oftmals fiel die Entscheidung zwischen mechanischer und digitaler Version erst nach den Dreharbeiten, wenn dem Regisseur eine Szene nicht realistisch genug erschien.
Gedreht wurden die Szenen mit der mechanischen Bestie nur selten direkt am Schauplatz, sie entstanden meist vor einem Bluescreen in den Londoner Studios, so dass sich die Schauspieler die Bestie oft vorstellen mussten.

## Auszeichnungen
Beim „Cabourg Romantic Film Festival“ gewann Émilie Dequenne den Preis als beste Nachwuchsschauspielerin für ihre Rolle als Marianne de Morangias.
2002 gewann Dominique Borg den César für die besten Kostüme.
Christophe Gans erhielt den „Grand Prize of European Fantasy Film in Silver“ beim Sitges Festival Internacional de Cinema de Catalunya, Spanien.
Der Pakt der Wölfe war in acht Kategorien für den Saturn Award nominiert, konnte aber keinen gewinnen.

## Kritiken
„Eine vor allem in der optischen Gestaltung aufwändige, düstere und weitgehend spannende Mischung aus Fantasy-, Horror- und Kriminalfilm im Gewand eines Mantel- und Degenabenteuers. Der historische Rahmen der auf überlieferten Ereignissen beruhenden Handlung wird mit einbezogen, dafür bleiben die Figuren aber eher blass.“

„Hongkong-Action, Ungeheuer und Kostüme: Mit seinem Mystery-Abenteuer ‚Pakt der Wölfe‘ gelang dem französischen Regisseur Christophe Gans ein ebenso stilvoller wie virtuos inszenierter Genrefilm, der das europäische Kino schmückt, sich aber auch vor Hollywood-Blockbustern nicht verstecken muss.“

„Gut gebrüllt: Schon beim adrenalinträchtigen Auftakt stürzt einen der französische Actionfilm ‚Der Pakt der Wölfe‘ in Verwirrung. Das Mädchen sieht aus wie aus einem teuren Kostümepos, doch ihr Tod ist so blutrünstig voyeuristisch inszeniert wie in einem Splatterfilm – und so hektisch wie bei MTV.“

„Wenn dann gegen Ende das ulkige Monster gefunden wird, hat man tatsächlich längst abgeschaltet. Die Sinne schlafen. Soviel Fantasie [gemeint ist das Filmgenre, besser bekannt als Fantasy] ermüdet, so schnell, wie Phantasie es nie könnte.“

„Die Szenerie ist von ähnlicher Düsternis wie Burtons ,Sleepy Hollow‘, die von Hongkong-Veteran Phillip Kwok inszenierten Kampfszenen bekannt aus diversesten Martial-Arts-Filmen, selbst John Woos Tauben und die rasende Kamerafahrt aus Sam Raimis ,Evil Dead‘ fehlen nicht. Mit der Coolness, mit der es die wortkargen Helden mit ganzen Heerscharen von Gegnern aufnehmen, wird sogar der Italo-Western zum wilden Reigen der Filmstile gebeten.“

„Wirklich gruselig an ‚Der Pakt der Wölfe‘ ist sein unwissendes Pendeln zwischen Langatmigkeit und Sensation. Mit seinem unübersichtlichen Personengeflecht, den knalligen, aber wahllos eingestreuten Martial-Arts-Einlagen und dem behäbigen Abgrasen so ziemlich aller machbaren Themen steht der Film sich selbst im Weg. Die Spannung kommt und geht sporadisch. Den Bogen überspannt Gans vollends, wenn sein Held nach fast zwei Stunden Laufzeit in einen zutiefst zynischen und abstoßenden Rachefeldzug zieht, als Ersatz für ein sinniges Ende. Was soll da eine ausgefeilte Optik noch rausreißen?“

„Mit einer brillanten Fotografie taucht hier Regisseur Christophe Gans (,Crying Freeman‘) in fast vergessene Welten und bietet eine packende Mischung aus visuell beeindruckendem Kostümfilm, kraftvoller Martial-Arts-Action, düsteren Horrorbildern und ideenreicher Fantasy mit Western-Elementen. Als Grundlage diente ihm eine historisch verbürgte Geschichte. Um den Horrorstorys aus der Provinz ein Ende zu setzen, ließ der König seinerzeit einen getöteten Wolf als Verursacher der bestialischen Morde öffentlich zur Schau stellen. Doch die Morde hörten deshalb nicht auf. Dies diente Gans als Ausgangspunkt für dieses faszinierende Kinowerk.“